# Markus Rupprecht
Markus Rupprecht (* 1981 in Wiesent) ist ein deutscher Organist und Hochschullehrer.

## Leben und Wirken
Markus Rupprecht studierte Kirchenmusik, Orgel und Cembalo an der Hochschule für katholische Kirchenmusik und Musikpädagogik Regensburg bei Stefan Baier, Franz Josef Stoiber und Johannes Hämmerle. Weitere Studien im Konzertfach Orgel absolvierte er an der Musikhögskolan in Piteå bei Hans-Ola Ericsson und der Hochschule für Musik und Darstellende Kunst Wien bei Michael Radulescu. Als Kirchenmusiker war er am Dom zu Eichstätt (Assistent des Domkapellmeisters) und der Benediktinerabtei Scheyern tätig.
Seit 2012 arbeitet Rupprecht an der HfKM Regensburg, zunächst im nebenamtlichen Lehrauftrag sowie seit 2015 hauptberuflich in Nachfolge von Norbert Düchtel. 2019 wurde er zu deren Prorektor gewählt und 2021 zum Honorarprofessor berufen.
Die Konzerttätigkeit als Solist und Continuospieler führte ihn in viele Länder Europas sowie nach Mexiko, Kuba und Russland. Einen Schwerpunkt bildet das Orgelwerk Olivier Messiaens, das er 2007/08 komplett aufführte. 2021 spielte er die Uraufführung von Thomas Daniel Schlees Prélude op. 6 Nr. 12 (Klangfarbenetüde Nr. 2, Hommage à Olivier Messiaen) im Brucknerhaus Linz.

## Preise und Auszeichnungen
- Preis beim Bayreuther Chorleitungswettbewerb[2]
- 2005: Stipendiat des Deutschen Musikwettbewerbs (Kategorie Orgel)[5]
- 2021: Ernennung zum Honorarprofessor an der HfKM Regensburg[2]

## Schriften
- Hans-Ola Ericsson, Anders Ekenberg, Markus Rupprecht: Herantasten an das Unsagbare. Zur Orgelmusik Olivier Messiaens. In: Jon Laukvik (Hrsg.): Orgelschule zur historischen Aufführungspraxis. Teil 3. Die Moderne. Stuttgart 2014, ISBN 978-3-89948-227-0, S. 69–216.

## Diskografie
- En ny Himmel. Musikhögskolans kammarkör Piteå (Leitung Erik Westberg). CD, 2007, KKCD03, Eigenproduktion (als Organist).
- Arrangement von John Williams: Star Wars (In: Organ Party Vol. 2. Kevin Bowyer plays the Organ of Lancester Priory. CD, Priory 2014).
- Geistliche Musik von Franz Josef Stoiber: Messen und Motetten. CD, Ambiente Audio 2017 (als Organist).